# Artur Ważny

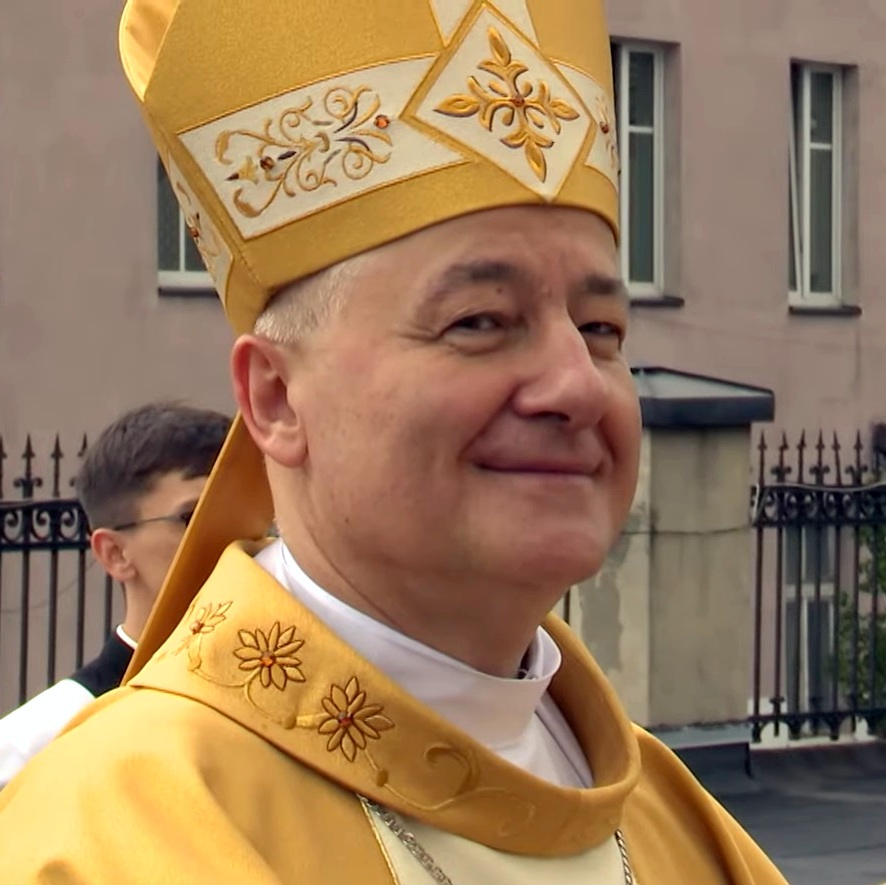
Artur Ważny (2024)

Bischofswappen von Artur Ważny

Artur Ważny (* 12. Oktober 1966 in Rzeszów, Polen) ist ein polnischer römisch-katholischer Geistlicher und Bischof von Sosnowiec.

## Leben
Artur Ważny studierte am Priesterseminar des Bistums Tarnów, für das er am 25. Mai 1991 das Sakrament der Priesterweihe empfing.
Bis 1999 war er als Kaplan in der Pfarrseelsorge und seit 1996 als Diözesanjugendseelsorger tätig. Nach weiteren Studien an der Kardinal-Stefan-Wyszyński-Universität Warschau erwarb er das Lizenziat in Theologie. Ab 2003 leitete er die Hochschulseelsorge im Bistum Tarnów. Von 2007 bis 2014 war er Pfarrer im industriell geprägten Tarnówer Stadtteil Mościce. Von 2014 bis 2019 war er Diözesandirektor für die Neuevangelisierung und bereits seit 2010 war er bischöflich beauftragter Exorzist. Am 25. Dezember 2017 wurde er zum Kanoniker des Stiftskapitels St. Matthäus in Mielec ernannt. Seit 2019 war er Verantwortlicher für die Fortbildung des Klerus im Bistum Tarnów.
Am 12. Dezember 2020 ernannte ihn Papst Franziskus zum Titularbischof von Mazaca und zum Weihbischof in Tarnów. Der Bischof von Tarnów, Andrzej Jeż, spendete ihm am 30. Januar des folgenden Jahres die Bischofsweihe. Mitkonsekratoren waren der Apostolische Nuntius in Polen, Erzbischof Salvatore Pennacchio, und der Erzbischof von Lublin, Stanisław Budzik. Als Wahlspruch wählte er den Titel des Apostolischen Schreibens Patris corde von Papst Franziskus zur Eröffnung des Jahres des hl. Josef.
Am 23. April 2024 ernannte ihn Papst Franziskus zum Bischof von Sosnowiec. Die Amtseinführung fand am 8. Mai desselben Jahres statt.